# Today We Are All Demons
Today We Are All Demons – czwarty studyjny album norweskiego zespołu industrialnego Combichrist.

## Spis utworów

### Wersja podstawowa
1. No Afterparty – 0:45
2. All Pain Is Gone – 4:57
3. Kickstart the Fight – 5:02
4. I Want Your Blood – 5:13
5. Can't Change the Beat – 4:26
6. Sent to Destroy – 4:37
7. Spit (Happy Pig Whore Mom) – 4:28
8. A New Form of Silence – 3:52
9. Scarred – 4:26
10. The Kill V2 – 5:19
11. Get Out of My Head – 4:26
12. Today We Are All Demons – 5:02
13. At the End of It All – 4:35
14. Hidden Track" - 5:55 (jest to część utworu "At the End of It All")

### Wersja rozszerzona
Album ten zawiera dwie wersje – podstawową i rozszerzoną. Oto spis utworów do bonusowego dysku edycji rozszerzonej.
1. Tranquilized – 5:12
2. Avenge – 4:31
3. Carnival of Terror – 4:58
4. Till Death Do Us Party – 4:24
5. Machine Love – 7:21
6. 427FE – 8:41
7. Caliber:Death – 5:06
8. Gore Baby, Gore – 16:39